# Pyraloidea
De Pyraloidea vormen een superfamilie van vlinders die wereldwijd ongeveer 16.000 beschreven soorten bevat, en waarschijnlijk zijn er nog minstens zoveel niet beschreven en benoemd. Het zijn over het algemeen vrij kleine motten, en als zodanig worden ze van oudsher geassocieerd met de parafyletische Microlepidoptera.
Deze superfamilie omvatte vroeger de Hyblaeidae, Thyrididae, Alucitidae (inclusief Tineodidae), Pterophoridae en Pyralidae. De eerste vier families zijn elk afgesplitst als een aparte superfamilie.
Tegenwoordig worden de voormalige Pyralidae meestal opgedeeld in de Pyralidae (sensu stricto) en de Crambidae, aangezien is aangetoond dat beide groepen monofyletisch zijn en zustergroepen van elkaar.

## Families
- Pyralidae – Snuitmotten
- Crambidae – Grasmotten